# 宇文贵 (安定郡公)
宇文贵（560年—576年），字乾福，代郡武川镇（今内蒙古自治区武川县）人，追尊周文帝宇文泰之孙，上柱国、齐炀王宇文宪长子，北周宗室、官员。

## 生平
宇文贵年少时聪敏敏捷，特别擅长骑马射箭，刚开始读《孝经》，就对人说:“读这一部经书，足以作为立身之本。”天和四年（569年），宇文贵虚龄十岁时，封安定郡公，食邑一千五百户。宇文泰初任丞相时曾经封为安定郡公，北周未曾把这个爵位封给他人，到此时才封给宇文贵。宇文贵虚龄十一时，跟随父亲宇文宪在盐州打猎，一围之中，宇文贵亲手射中野马和鹿十五头。建德二年（573年），宇文贵被拜为齐国世子。建德四年（575年），宇文贵加车骑大将军、仪同三司，很快出任豳州刺史。宇文贵虽然出自深宫，但是留心民政，他个性聪敏机敏，过目不忘，曾经在路上遇到两人，对自己的手下说：“这两人是本县的乡亲，什么原因擅自出行？”手下的人不认识，宇文贵就说出两人的姓名，手下无不感叹佩服。白兽烽曾经被商人烧毁，烽帅接受商人贿赂不报告商人的罪行。某天，烽帅按照规定来参见宇文贵，宇文贵于是对他说：“商人烧了烽火台，为什么私自释放？”烽帅惊愕，于是自首服罪，宇文贵的明察就是如此。建德五年（576年）四月，宇文贵去世，虚岁十七，伯父周武帝宇文邕对他非常悲伤惋惜。

## 家庭

### 母亲
- 豆卢氏，豆卢勣的妹妹

### 兄弟
- 宇文质，河间郡王
- 宇文賨，大将军、中坝公
- 宇文贡，莒国公、出继堂伯宇文菩提
- 宇文禧，安城公
- 宇文洽，龙涸公